# طغرل‌شاه (سلجوقیان کرمان)
محی‌الدنیا و الدین طغرل‌شاه، هشتمین حاکم قاوردی کرمان و پسر محمدشاه یکم است که بعد از مرگ پدر در سال ۵۵۱ هجری به قدرت رسید. در طول حکومت وی تجارت و اقتصاد گسترش و رونق فراوانی گرفت و توجه به رعایا بیش از پیش شد. وی سرانجام در سال ۵۶۳ هجری درگذشت تا دوران آشفتگی و زوال آل‌قاورد فرا رسد.